# Kőgazdag ázsiaiak
A Kőgazdag ázsiaiak (eredeti cím: Crazy Rich Asians) 2018-ban bemutatott amerikai romantikus filmvígjáték, melyet Peter Chiarelli és Adele Lim forgatókönyvéből Jon M. Chu rendezett, Kevin Kwan 2013-ban megjelent azonos című regénye alapján. A főszerepben Constance Wu, Henry Golding, Gemma Chan, Lisa Lu, Awkwafina, Ken Jeong és Michelle Yeoh látható.
A filmet 2013 augusztusában jelentették be, miután megvásárolták a könyv jogait. A szereplők közül sokan 2017 tavaszán szerződtek le, a forgatás pedig az év áprilisától júniusáig zajlott Szingapúr, Malajzia és New York egyes részein. Az 1993-as Mennyei örömök klubja óta ez az első olyan nagy hollywoodi stúdió által készített film, amelyben kínai származású színészeket mutatnak be modern környezetben. A dicséretek ellenére a filmet némi kritika is érte, amiért bizonyos szerepekben a teljesen kínai etnikumú színészek helyett vegyes bőrszínű színészeket szerepeltetett. További kritikák érték a filmet amiatt, hogy nem szerepeltettek benne nem kínai szingapúri etnikumú közösségeket - például maláj és indiai színészeket - mint szereplőket.
A film premierje 2018. augusztus 7-én volt a Los Angeles-i TCL Chinese Theatre-ben, a Warner Bros. Pictures pedig 2018. augusztus 15-én mutatta be az Amerikai Egyesült Államokban. A film jelentős kritikai és kereskedelmi sikert aratott, 30 millió dolláros költségvetésből több mint 238 millió dolláros bevételt hozott, ezzel a 2010-es évek legnagyobb bevételt hozó romantikus vígjátéka lett, és nagy elismerésben részesült a szereplők (különösen Wu és Yeoh) alakításaiért, a forgatókönyvért és a produkciós tervezésért. A film számos elismerést kapott, többek között a 76. Golden Globe-díjra jelölték Wu-t a legjobb film - musical vagy vígjáték és a legjobb színésznő - filmvígjáték vagy musical kategóriában. Az 50. NAACP Image Awardson a Kiváló film kategóriában jelölték. A 24. Critics' Choice Awards-on négy jelölést is kapott, egyet a legjobb vígjáték kategóriában.  
A regény alapján két folytatás készül, Kőgazdag barátnő és Kőgazdagok problémái címen.
Egy kínai-amerikai professzor elutazik Szingapúrba, hogy találkozzon a barátja családjával, és meglepődve tapasztalja, hogy ők a leggazdagabbak közé tartoznak.

## Cselekmény
Nick Young és barátnője, Rachel Chu, a New York-i Egyetem közgazdászprofesszora és New York szülötte Szingapúrba utazik legjobb barátja, Colin esküvőjére. Szingapúrban Rachel meglátogatja egyetemi szobatársát, Peik Lint és annak családját, akik megdöbbennek, amikor elmondja nekik, hogy kivel randizik: Peik Lin elárulja, hogy Nick családja rendkívül gazdag (ők a címadó „őrült gazdag ázsiaiak”) és a felső tízezer híres tagjai.
A Young-birtokon rendezett vacsoraesten Nick bemutatja Rachelt az édesanyjának, Eleanornak, míg unokatestvére, Astrid felfedezi, hogy a Youngéknál szerényebb körülmények közül származó férje, Michael viszonyba keveredett. Rachel érzi, hogy Eleanor nem kedveli őt.
A menyasszony, Araminta leánybúcsúján Rachel találkozik Amandával, aki elárulja, hogy ő Nick korábbi barátnője, és megerősíti, hogy Rachelnek szerény származása miatt elutasítással kell szembenéznie a Youngoknál. Rachel a hotelszobáját megrongálva találja a többi lány által, akik „aranyásó”-nak nevezik (olyan személy, aki csak a vagyon miatt akar házasodni), de Astrid megvigasztalja. Ezzel párhuzamosan Nick részt vesz Colin legénybúcsúján, és felfedi Colinnak a tervét, hogy megkéri Rachel kezét. Colin aggodalmát fejezi ki az ebből adódó lehetséges konfliktusok miatt: osztálykülönbségük mellett Nicknek Szingapúrban kell maradnia és vezetnie a családi vállalatot, míg Rachel imádja a New York-i munkáját.
A partik után Nick bocsánatot kér Racheltől, amiért korábban nem mondta el neki, ki is ő valójában. Elviszi őt a családjával jiaozi gombócokat készíteni. Eleanor elmeséli, ő milyen áldozatokat hozott annak idején, hogy a Young család tagja lehessen, és szúrós megjegyzéseket tesz Rachelnek az amerikai származása miatt, külön kiemelve, hogy az amerikaiak nem hajlandóak a családot saját maguk fölé helyezni. Rachel megdicséri Eleanor smaragdzöld eljegyzési gyűrűjét; később Eleanor bizalmasan elmeséli, hogy Nick apjának azért kellett megszereznie, mert Nick nagyanyja helytelenítette Eleanort, és nem volt hajlandó neki adni a családi gyűrűt. Elmondja Rachelnek, hogy soha nem lesz elég Nicknek vagy a családjának. Peik Lin meggyőzi Rachelt, hogy álljon ki Eleanorral szemben, és érdemelje ki a tiszteletét.
Az esküvő napján Astrid szembesíti Michaelt a viszonyával, csakhogy megtudja, hogy a férfi a boldogtalanságát és a kettejük közötti anyagi különbséget a nőre fogta. Az esküvői fogadáson Eleanor és Nick nagymamája négyszemközt szembesítik Rachelt és Nicket. Egy magánnyomozó eredményeit felhasználva Eleanor felfedi, hogy Rachel apja él, és Rachel egy házasságon kívüli viszony révén fogant, ami után az anyja, Kerry elhagyta a férjét, és az Egyesült Államokba menekült. Követelik, hogy Nick ne találkozzon többet Rachellel, mert félnek, hogy egy ilyen botrányhoz kötődjenek. Ez megdöbbenti Rachelt, hiszen Kerry azt mondta neki, hogy az apja meghalt. Peik Lin otthonába menekül, és depressziós kábulatában az ágyban marad. Kerry megérkezik, és elmagyarázza, hogy a férje bántalmazta őt, és hogy egy régi osztálytárs vigaszából szerelem és egy meglepetésszerű terhesség lett. A kis Rachellel együtt elmenekült, mert attól félt, hogy a férje megöli őket. Kerry elárulja, hogy Nick volt az, aki Szingapúrba hívta, és sürgeti Rachelt, hogy beszéljen vele. Amikor találkoznak, Nick bocsánatot kér, és megkéri Rachel kezét, mondván, hogy hajlandó feladni a családját, a pozícióját és a vagyonát, hogy vele lehessen.
Rachel megbeszéli, hogy Eleanorral egy mahjong szalonban találkozik. Miközben játszanak, a lány elárulja, hogy visszautasította Nick lánykérését. Rámutat, hogy Eleanor nyerhetetlen helyzetbe hozta a családot: Nick elhagyhatja Rachelt, és maradhat kötelességtudó, de sértődött, vagy elhagyhatja a családját a szerelemért. Ezután tisztázza, hogy azért utasította vissza a lánykérést, hogy ne kelljen vesztes-vesztes döntést hoznia; ezzel egyidejűleg átadja Eleanornak a mahjong-lapkát, amellyel az idősebb nő nyerhet, majd elárulja, hogy megtarthatta volna magának az említett lapkát, és győzelmet arathatott volna. Miután ezzel bebizonyította, hogy hajlandó a családot saját maga fölé helyezni, Kerryvel együtt távozik. Közben Astrid elköltözik, és elmondja Michaelnek, hogy az egója és a bizonytalanságai miatt ment tönkre a házasságuk.
Eleanor találkozik Nickkel, akit érzelmileg megvisel a Rachellel folytatott szóváltása. Eközben Rachel és Kerry a Szingapúr-Changi repülőtéren felszállnak a New Yorkba induló gépre. Megzavarja őket Nick, aki ismét megkéri a kezét - ezúttal Eleanor smaragdgyűrűjével, amely az áldását jelképezi. Rachel könnyek között elfogadja, és Szingapúrban maradnak az eljegyzési partira, ahol Eleanor elismerően bólogat Rachel felé, mivel Rachel végre kiérdemelte a tiszteletét.
A stáblista közben Astrid és volt barátja, Charlie Wu észreveszik egymást egy partin; Astrid diszkréten elmosolyodik.

## Szereplők
- Constance Wu – Rachel Chu (Gyöngy Zsuzsa), Nick barátnője és Kerry lánya[5]
- Henry Golding – Nicholas "Nick" Young (Szatory Dávid), Rachel barátja, valamint Phillip és Eleanor fia[6][7]
- Gemma Chan – Astrid Leong-Teo, Nick unokatestvére és Michael felesége, divatikon és híresség[8]
- Lisa Lu – Sang Su-ji (Shang Shuyi), Young asszony, Nick nagymamája és a család matriarchája[9]
- Awkwafina – Kou Púj-lam (Goh Peik Lin) (Kokas Piroska), Rachel karizmatikus bizalmasa és legjobb barátja, valamint Vaj-mun (Wye Mun) lánya[10]
- Ken Jeong – Kou Vaj-mun (Goh Wye Mun), Púj-lam (Peik Lin) gazdag apja[11]
- Michelle Yeoh – Eleanor Sung-Young (Kovács Nóra), Nick uralkodó anyja és Phillip felesége[12]
- Sonoya Mizuno – Araminta Lee, Colin menyasszonya és egy milliárd dolláros üdülőlánc örököse[13]
- Chris Pang – Colin Khoo, Nick gyerekkori legjobb barátja és Araminta vőlegénye
- Jimmy O. Yang – Bernard Tai, Nick és Colin egykori osztálytársa
- Ronny Chieng – Edison „Eddie” Cheng, Nick és Astrid unokatestvére és Fiona hongkongi férje
- Remy Hii – Alistair Cheng, Eddie bátyja és Nick és Astrid filmes unokatestvére Tajvanról
- Nico Santos – Oliver T'sien, Nick másodunokatestvére
- Jing Lusi – Amanda „Mandy” Ling (Mezei Kitty), ügyvéd és Nick korábbi barátnője[14]
- Carmen Soo – Francesca Shaw, Nick sznob exbarátnője[15]
- Pierre Png – Michael Teo (Markovics Tamás), Astrid férje[16]
- Fiona Xie – Kitty Pong, Alistair barátnője és tajvani szappanopera sztár[17]
- Victoria Loke – Fiona Tung-Cheng, Eddie hongkongi felesége és Nick sógornője[18]
- Janice Koh – Felicity Young, Astrid édesanyja és Su Yi legidősebb gyereke
- Amy Cheng – Jacqueline Ling, Mandy örökösnő édesanyja és Eleanor barátnője[19]
- Hszü Csing-ven (Koh Chieng Mun) – Neena Goh, Púj-lam (Peik Lin) édesanyja[20]
- Calvin Wong – P.T. Goh, Púj-lam (Peik Lin) bátyja[21]
- Tan Kheng Hua – Kerry Chu (Bertalan Ágnes), Rachel édesanyja
- Constance Lau – Celine "Radio One Asia" Lim, pletykafészek és a Radio One Asia tagja[22]
- Selena Tan – Alexandra "Alix" Young-Cheng, Su-ji (Shuyi) legkisebb gyermeke
- Daniel Jenkins – Reginald Ormsby, a londoni Calthorpe Hotel igazgatója
- Peter Carroll – Lord Calthorpe, a London Calthorpe Hotel tulajdonosa[23]
- Kris Aquino – Intan hercegnő, egy gazdag királyi család tagja
- Tumurbaatar Enkhtungalag – Nadine Shao, Eleanor egyik legjobb barátnője[24]

Kevin Kwan, a Kőgazdag ázsiaiak szerzője cameoszerepben tűnik fel a Radio One Asia adásában. Kina Grannis énekesnő Colin és Araminta esküvői énekesnőjeként jelenik meg az esküvős jelenetben, Harry Shum Jr. pedig Astrid volt vőlegényeként, Charlie Wu-ként látható egy rövid jelenetben a stáblista leforgása alatt.

## Fogadtatás
A Rotten Tomatoes kritika-gyűjtő weboldalon a film 351 kritika alapján 90%-os minősítést aratott, 7,65/10-es átlagértékeléssel. A weboldal kritikusainak véleménye szerint: „A fantasztikus szereposztással és a vizuális káprázatban bővelkedő Kőgazdag ázsiaiak kielégítő lépést tesz előre a filmvásznon való megjelenítés terén, miközben ügyesen merít ihletet a klasszikus - és még mindig hatékony - romantikus komédia formájából.” A Metacritic-en a film átlagpontszáma 50 kritikus alapján 74 a 100-ból, ami „általánosságban kedvező kritikát” jelent. A CinemaScore által megkérdezett közönség átlagosan „A” osztályzatot adott a filmnek egy A+-tól F-ig terjedő skálán, míg a PostTrak szerint a filmnézők 85%-ban pozitívan értékelték a filmet, és 65%-ban „kifejezetten ajánlják”. A Douban kínai közösségi oldalon a film 10-ből 6,2 pontot kapott, amit a Variety „közepes” értékelésnek nevezett.

## Folytatás

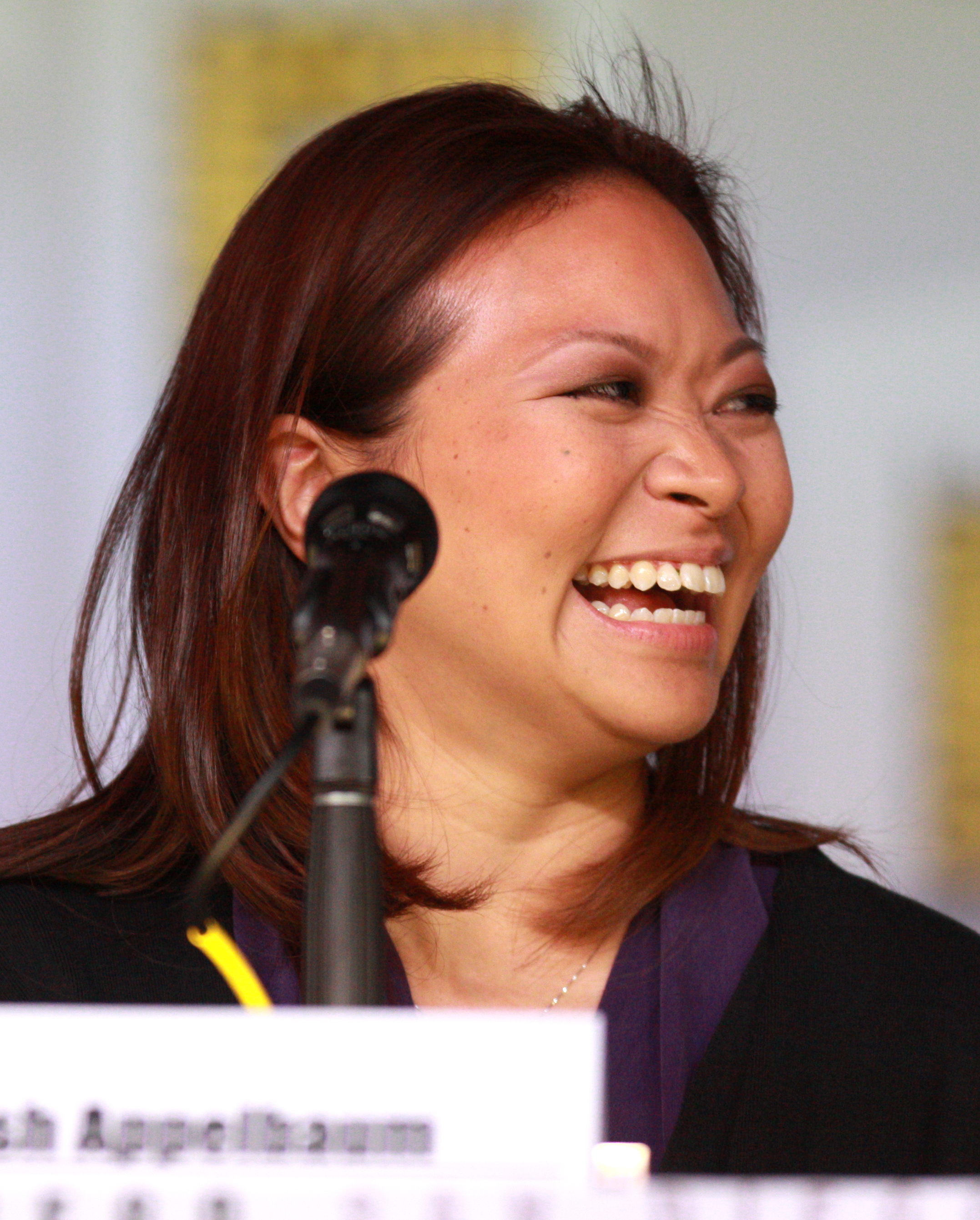
Adele Lim forgatókönyvíró otthagyta a Kőgazdag ázsiaiak két folytatásának forgatását egy fizetési vita miatt, amely szerinte rasszizmuson és szexizmuson alapult.

A film bemutatása előtt Jon M. Chu azt mondta, hogy szívesen rendezne folytatást, ha az első film sikeres lesz, és kijelentette: „Vannak más történetek is a Kőgazdag ázsiaiak világán kívül, amelyek készen állnak arra, hogy elmeséljük őket, olyan filmesektől és elbeszélőktől, akiknek a történetét még nem mesélték el”. 2018. augusztus 22-én, a film sikeres nyitása után a Warner Bros. Pictures megerősítette, hogy készül a folytatás, amelynek forgatókönyvét Chiarelli és Lim ismét a könyv folytatása, a Kőgazdag barátnő alapján írja. Chu és a színészek, Wu, Golding és Yeoh mindannyian rendelkeznek lehetőséggel a folytatásra, bár a kulcsszereplők közül többen 2020-ig más projektekkel kötelezték el magukat. Nina Jacobson producer később bejelentette, hogy a Kőgazdag barátnő és a Kwan-trilógia utolsó részének, a Kőgazdagok problémái című filmnek az adaptációját 2020-ban egymás után fogják forgatni, hogy csökkentsék a két film közötti várakozási időt.
2019 szeptemberében Adele Lim forgatókönyvíró, aki Peter Chiarellivel közösen írta a Kőgazdag ázsiaiak című filmet, egy fizetési vita miatt elhagyta a film folytatásának forgatását. Limnek állítólag 110 000 dollárt ajánlottak a folytatások megírására, míg Chiarellinek 800 000-1 000 000 dollárt ugyanezért a szerepért. Lim kijelentette, a fizetésbeli különbség a hollywoodi szexizmus és rasszizmus nagyobb problémáját jelenti, mivel az iparág a nőket és a színesbőrűeket „szójaszósznak” tekinti - vagy egyszerűen csak eszköznek, hogy kisebb kulturális részleteket adjanak a forgatókönyvekhez, ahelyett, hogy érdemi írói szerepet biztosítanának. Jon M. Chu rendező egy nyilatkozatban támogatását fejezte ki Lim mellett, kifejtve, bár csalódott, hogy nem tér vissza a folytatásokhoz, de ígéri máshol folytatja a közös munkát vele, és hogy „a beszélgetés, amit ez kiváltott, sokkal fontosabb, mint mi magunk... szóval ki vagyok én, hogy ennek útjába álljak”. Hozzátette, hogy egyetért Lim filmipari kritikáival, és arra kérte az embereket, hogy ne kritizálják Chiarellit, mivel „ő egy jó ember, egy kreatív alkotó, és sok-sok éve profi a szakmában”. A Warner Bros. üzleti ügyekért felelős részlege is válaszlevelet adott, amelyben azt állították, Chiarelli több tapasztalattal rendelkezik a filmeken való munkában, mivel Lim önéletrajza a Kőgazdag ázsiaiak előtt csak televíziós munkákból állt, és hogy „a kivételtől való eltekintés aggasztó precedenst teremtene az üzletágban”. Azt is megjegyezték, hogy Lim számára alternatív ajánlatot tettek, amelyet nem fogadott el. Lim később köszönetet mondott a nyilvánosság támogatásáért, és a Twitteren azt írta: „Azoknak, akik a saját harcukon mennek keresztül - nem vagytok egyedül. Továbbá, csak szeretni tudom Jon M. Chu-t és a Kőgazdag ázsiaiak szereplőit és stábját”.

## Fordítás
- Ez a szócikk részben vagy egészben  a   Crazy Rich Asians (film) című angol Wikipédia-szócikk fordításán alapul.  Az eredeti cikk szerkesztőit annak laptörténete sorolja fel. Ez a jelzés csupán a megfogalmazás eredetét és a szerzői jogokat jelzi, nem szolgál a cikkben szereplő információk forrásmegjelöléseként.